# Lestes numidicus
Lestes numidicus é uma espécie de libelinha da família Lestidae.
Pode ser encontrada nos seguintes países: Argélia, possivelmente França e possivelmente em Espanha.
Os seus habitats naturais são: lagos de água doce, lagos intermitentes de água doce, marismas de água doce, marismas intermitentes de água doce e lagoas.
Está ameaçada por perda de habitat.